# Оношко Леонід Михайлович
Леонід Михайлович Оношко (1905—1980) — російський і український радянський письменник-фантаст, педагог, популяризатор науки.

## Біографія
Народився в 1905 році в Моршанську, в сім'ї вчителя. У 1919 році разом з сім'єю переїхав в Україну.
У 1929 році закінчив Дніпропетровський інститут народної освіти. Після цього викладав у технікумах і вищих навчальних закладах. Одночасно з педагогічною діяльністю займався літературою — писав науково-популярні книги та журнальні статті з фізики та енергетики, наукову фантастику.
Був членом дніпропетровського клубу любителів фантастики.
Помер у 1980 році в Дніпропетровську.

## Літературна діяльність
В середині 1930-х років були опубліковані дві науково-популярні книги Оношко: «Електрична енергія, її джерела, властивості та застосування» (1935) і «Водна енергія та її використання» (1937).
Перший фантастичне оповідання опублікував у 1956 році. У 1957 році в дніпропетровській газеті «Молодий ленінець» була опублікована його науково-фантастична повість «У крижаній пустелі» (укр. «У крижаній пустелі»), зазначена потім в огляді наукової фантастики журналу «Знання-сила».
У 1959 році з'явилася його нова науково-фантастична повість «На помаранчевій планеті» — своєрідна космічна опера часів «хрущовської відлиги».
У цій книзі описується, як на Венеру, на ракеті «Сіріус», вирушила перша радянська експедиція з трьох чоловік на чолі з професором Борисом Федоровичем Озеровым. Експедиція виявляє на Венері високорозвинену цивілізацію аэров. Дослідники займаються вивченням незнайомої культури та беруть участь у різноманітних пригодах.
Повість була піддана різкій критиці — зокрема, в журналі «Крокодил». Критики одностайно звинуватили автора в обурююся цим. В докір йому ставилося, зокрема, схожість з «Аелітою» Толстого. Тим не менш, книга була видана у Франції, де роман подавався західній публіці як перша радянська «космічна опера». Серйозні претензії були пред'явлені до книги і дослідником фантастики А. Ф. Бритиковым, який порівняв її з що з'явилися в 1920-ті роки творами Віктора Гончарова і затаврував в її особі творчість всіх авторів пригодницької фантастики:
|                                                                     | Повість Л. Оношко «На помаранчевій планеті» (1959), не будь вона на рівні макулатурних «Психомашин» і «Міжпланетних мандрівників» 20-х років, сама могла б бути прийнята за пародію на «Аеліту» — настільки «сумлінно» перелицован в ній сюжет Толстого. Хіба що дія перенесено на Венеру так Аеліта перейменована в Ноэллу. А між тим ця безглузда книжонка була випущена одним паризьким видавництвом французькою мовою і створює за кордоном хибне уявлення про нашу науковій фантастиці. |
| — Бритиков А. Ф., Російський радянський науково-фантастичний роман. | |

Пізніше вкрай критично відгукнувся про оповіданнях Оношко і А. Стругацький:
|                                                                         | Ніякої мови про публікації цих оповідань у «Світі пригод» бути, зрозуміло, не може. Від них до самої пересічної літератури на кораблі не доплисти. Думається, справою милосердя було б змусити автора відмовитися від спроб писати. |
| — Стругацький А., Внутрішня рецензія на оповідання Л. Оношко (1966 рік) | |

## Публікації

### Російською мовою
- Оношко Л. М. На оранжевой планете: Ф роман / Худ. Ст. Гавриш. — Дніпропетровське кн. вид-во, 1959. 356 с. 65 тис. екз.
- Оношко Л. М. Букет // Дніпро вечірній (Дніпропетровськ), 1976, 5 червня.
- Оношко Л. М. На оранжевій планеті: Фантаст.роман. — М.: Ad Marginem, 2004. — 311с с. — (Атлантида). — ISBN 5-93321-078-1.

### Українською мовою
- Мільйони Моріса Фулье // Молодий ленінець — Дніпропетровськ, 1957, № 1-2.
- У крижаній пустелі //Молодий ленінець — Дніпропетровськ, 1957, № 143, 144, 146—150, 152.
- Райдуга над цирком: оповідання // Наука і життя, 1962, № 10.
- Вірус «Ї»: оповідання // Знання та праця, 1971, № 6.
- Фермент Пауля Фохта: НФ оповідання /Мал. П. Бербенець //Знання та праця, 1977, № 2. С. 22-24.